# Zdymadlo Čelákovice
Zdymadlo v Čelákovicích je vodní dopravní stavba v úseku Střední Labe řeky Labe, která je ve správě státního podniku Povodí Labe. Nachází se na říčním kilometru 872,327 Evropské kilometráže (s nulou při ústí Labe do Severního moře), resp. na říčním kilometru 34,950 podle staré kilometráže, na severním okraji města Čelákovice v okrese Praha-východ, po kterém je pojmenováno. Předchozí plavební stupeň je Zdymadlo Brandýs nad Labem, následující plavební stupeň je Zdymadlo Lysá nad Labem. Zdymadlo bylo v rámci splavňováni řeky Labe postaveno v roce 1937 firmou Lanna.

## Historie
Na začátku 20. století byla prováděna regulace říčního koryta řeky Labe. Práce byly rozděleny do několika etap, z nichž největší obsah prací byl učiněn v rámci III. etapy v letech 1931–1938. Projekt stavby byl schválen Ministerstvem veřejných prací v roce 1934 a také v témže roce firma Lanna, a.s. z Prahy zahájila výstavbu. Jez a plavební komora byly kolaudovány v roce 1937 a uvedeny do provozu v roce 1938. Při výstavbě byl zrušen jez na pravém břehu u mlýna pod železničním mostem a na levém břehu u mlýna v Čelákovicích. K zabezpečení funkčnosti mlýnů bylo staré řečiště v délce 550 m upraveno na mlýnský náhon. Výstavbou jezu také zaniklo říční písečné koupaliště nazývané Grádo.
Výstavbu jezu a plavební komory provedla stavební firma Lanna z Prahy. Firma Českomoravská-Kolben-Daněk dodala hradicí konstrukce jezu, zdvihací zařízení a armaturu. Pardubická firma A. Rainberg dodala např. vrata, kované mříže, pacholata. Vertikální stavidla plavební komory zhotovila pražská firma bratří Prášilové. Společnost Vítkovické horní a hutní těžířstvo dodalo železné konstrukce jezových lávek a Akciová společnost, dříve Škodovy závody v Plzni dodaly elektrické vybavení.
V roce 1999 byla provedena rekonstrukce řídícího systému plavební komory.

## Hlavní stavby
Zdymadlo Čelákovice se vzdutou hladinou na kotě 171,59 m n. m. zabezpečuje plavební podmínky pro vodní dopravu. Spád a průtok je využíván MVE. Z nádrže je čerpána voda pro průmysl, zemědělství ap. Vodní plocha je využívána k rekreaci a vodním sportům.
Délka zdrže (vzdutí) je 5,744 km, objem nádrže 1,45 milionů m³. Hlavními objekty zdymadla Čelákovice jsou: pohyblivý jez, malá vodní elektrárna (MVE), plavební komora, rybí přechod a mlýnský náhon.

### Jez
Pod jezem a plavební komorou je štěrkové podloží, takže oba objekty byly založeny na pilotách. Do podloží byly zaberaněny ocelové štětovnice, které vytváří stěnu chránící základy stavby proti škodlivým průsakům. Štětovnice jsou zaberaněny až do skály v hloubce čtyři metry pod úrovní základového zdiva. Jez je postaven kolmo kose toku. Tři jezová pole o světlosti 23 m jsou oddělena pilíři o délce 18 m a šířce 3,6 m. Jezová pole jsou hrazená zdvižnými stavidly se dvěma hlavními nosníky, kolovými podvozky a nasazenými klapkami s hradicí výškou 4,2 m. Stavidla jsou zavěšena na Gallových řetězech. Pohybovací mechanismy jsou v každém poli ovládány ze strojovny umístěné na pravém pilíři, od něhož se pohyb synchronně převádí do strojoven uzávěrů. Hmotnost jedné hradicí konstrukce je 149 t, zvedacích mechanismů 63 t. Jezová lávka sloužila jako veřejný přechod přes Labe do března 2013. Výška jezu je 2,7 m.

### Zdymadlo
Jednolodní plavební komora je umístěna u levého břehu. Její délka je 85 m, šířka 12 m a hloubka tři metry. Uzavírání a otevření plavební komora zabezpečují ocelová vzpěrná vrata osazena v horníma dolním ohlaví. Plnění a prázdnění komory umožňují dva boční obtoky zaklenutého tvaru o rozměrech 1,60×2,20 m se spouštěcími uzávěry. Pohyb obojích vrat a stavidel dlouhých obtoků zabezpečují hydromotory ovládané z velínu komory. V letech 1974–1976 byla provedena celková rekonstrukce plavební komory a stavba velínu polskou firmou Navga SPELWAR. 

### MVE
Na pravé straně jezu byla v letech 2010–2012 postavena jezová elektrárna bez přívodního kanálu se dvěma přímoproudými Kaplanovými turbínami, které využívají spád 2,6 m. Byla uvedena do provozu v roce 2012. Instalovaný výkon turbín je 950 kW, hltnost 38 m³/s. Strojovna má rozměry 26×12 m. MVE má bezobslužný provoz s plně automatizovaným řízením z velínu. Vyrobená energie je distribuována do obce Káraný a části Čelákovic.

### Rybí přechod
Rybí přechod štěrbinového typu je umístěn v pilíři, který sousedí s plavební komorou. Je dlouhý 41,8 m a široký 1,2 m. V letech 20010–2012 byla postavena MVE s novým rybím přechodem na pravém břehu.

### Vodní náhon
Přívod vody k provozovanému vodnímu mlýnu v Čelákovicích zabezpečoval náhon o délce 550 m a šířce 16 m, který byl vznikl úpravou starého řečiště Labe.